# Сербская философия
Сербская философия представляет собой интеллектуальную традицию Сербии.
Подобно другим философским традициям Балканского полуострова она делится на два этапа: дотурецкий и новейший. В дотурецкий период духовная жизнь Сербии развивалась под сильным византийским (крещение сербов) и болгарским влиянием (богомилы).
Новейший период во многом связан с появлением Белградского университета, где в 1838 году появляется Философский факультет (серб. Филозофски факултет). Однако появление самого университета стало возможным благодаря идеям Просвещения, которые на сербской почве внедрял Досифей Обрадович.
В XIX веке в Сербии распространяются революционно-демократические и социалистические идеи (Светозар Маркович). Никола Пашич выдвигает концепцию Великой Сербии, а Илия Гарашанин выступает проводником идеи сербской монархии которая призвана возглавить южных славян на Балканах. Сербским адептом югославизма был также Владимир Чорович. А вот Стеван Мольевич считается родоначальником движения четников и автором идеи «Гомогенной Сербии»
Во второй половине XX века сербская мысль находилась в тени хорватской философии в рамках единой югославской традиции. В тот период сербские философы находились под обаянием западного марксизма (Зоран Джинджич). Сербским представителем югославской школы праксиса был Михайло Маркович. Важное место в сербской философии занимают идеи мирного сосуществования различных народностей (Васа Стаич). Вместе с тем в консервативных кругах популярность получают идеи византизма (Иустин Попович, Жарко Видович). Особняком стоит философия Сэйфла Карфошта, концепции которой построены на восточных идеях и ницшеанстве.